# Salem (condado de Fulton)
Salem es una ciudad ubicada en el condado de Fulton en el estado estadounidense de Arkansas. En el Censo de 2010 tenía una población de 1635 habitantes y una densidad poblacional de 169,7 personas por km².

## Geografía
Salem se encuentra ubicada en las coordenadas 36°22′20″N 91°49′29″O / 36.37222, -91.82472. Según la Oficina del Censo de los Estados Unidos, Salem tiene una superficie total de 9.63 km², de la cual 9.6 km² corresponden a tierra firme y (0.38%) 0.04 km² es agua.

## Demografía
Según el censo de 2010, había 1635 personas residiendo en Salem. La densidad de población era de 169,7 hab./km². De los 1635 habitantes, Salem estaba compuesto por el 96.45% blancos, el 0.31% eran afroamericanos, el 0.61% eran amerindios, el 0.31% eran asiáticos, el 0% eran isleños del Pacífico, el 0.55% eran de otras razas y el 1.77% pertenecían a dos o más razas. Del total de la población el 1.41% eran hispanos o latinos de cualquier raza.